# Мороквенг (кратер)
Мороквенг — ударный кратер, который сформировался в результате падения метеорита диаметром 5 км около 145 млн лет назад. Находится в Южной Африке неподалёку от города Мороквенг, рядом с ботсванской границей.
Удар создал кратер около 70 км в диаметре. Обнаружен он был в 1994 году благодаря аномалиям магнитного поля. Кольцо кратера было стёрто за миллионы прошедших лет и сейчас находится под песком. В 2006 году при бурении был найден осколок метеорита, имевший в диаметре около 25 см на глубине 770 метров.